# Rhinocricus eumelanus
Rhinocricus eumelanus är en mångfotingart som beskrevs av Pocock 1894. Rhinocricus eumelanus ingår i släktet Rhinocricus och familjen Rhinocricidae. Inga underarter finns listade i Catalogue of Life.